# 바드리 크바라츠헬리아
바드리 마미아스 제 크바라츠헬리아(조지아어: ბადრი მამიას ძე კვარაცხელია, 아제르바이잔어: Badri Kvaratsxeliya 바드리 크바라츠헬리야, 1965년 2월 15일~)는 조지아 출신 아제르바이잔의 축구 선수, 지도자로 현역 시절 공격수로 활동했다. 그루지야 소비에트 사회주의 공화국에서 태어나 아제르바이잔 축구 국가대표팀에서 활동했으며 축구 선수 흐비차 크바라츠헬리아의 아버지이다.

## 어린 시절
바드리 크바라츠헬리아는 1965년 소련 그루지야 소비에트 사회주의 공화국 나키푸에서 태어났다. 아버지인 마미아 크바라츠헬리아(조지아어: მამია კვარაცხელია, 1926~1998)도 축구 선수로 활동했다.

## 구단 경력
바드리 크바라츠헬리아는 1990년 조지아의 2부 리그인 피르벨리 리가의 구단 FC 스쿠리 찰렌지하에서 프로 선수 경력을 시작했고 스쿠리 찰렌지하에서 3년을 보낸 후 1992년 FC 디나모 트빌리시로 이적했다. 1997년 그는 조지아를 떠나 아제르바이잔의 축구 구단 카파스 PFK로 이적했고 카파스에서 첫 시즌에 아제르바이잔 톱리그와 아제르바이잔 컵 대회 우승을 달성했다.
1998년 바드리는 솀키르 FK로 이적했고 1999-2000 시즌에 아제르바이잔 톱리그의 최다 득점자가 되었다. 그는 2000년 7월 19일 스콘토 리가와의 2000-01년 UEFA 챔피언스리그 1차 예선 2차전에서 스콘토를 상대로 해트트릭을 기록했다.
바드리는 2005년 프로 선수 경력을 마감했고 아제르바이잔에서 조지아로 돌아왔다.

## 국가대표팀 경력
바드리 크바라츠헬리아는 2000년 아제르바이잔의 시민권을 취득한 후 아제르바이잔 축구 국가대표팀에 합류해 2000년 6월 4일 아제르바이잔과 조지아의 친선 경기에 출전하며 아제르바이잔 국가대표 데뷔전을 가졌다. 그는 이후 아제르바이잔 국가대표로 2002년 FIFA 월드컵 유럽 지역 예선 4조 경기에 출전했다.

## 지도자 경력
축구 지도자 수업을 이수한 후 바드리 크바라츠헬리아는 FC 시오니 볼니시의 수석 코치에 부임되며 축구 지도자 경력을 시작했고 2006년 시오니 볼니시에서 우마글레시 리가 우승을 달성했다. 2009년 그는 자신이 수석 코치로 일하던 아제르바이잔의 축구 구단 FK 스탄다르트 숨가이으트의 감독으로 부임하며 축구 감독 경력을 시작했다.
2015년 9월 22일, 바드리는 FC 구리아 란치후티의 감독으로 선임되었고 2015년 10월 6일 구리아 란치후티를 떠나 FC 메라니 마르트빌리의 감독으로 선임되었다. 이후 2018년 4월, 그는 FC 삼트레디아의 감독으로 선임되었고 시즌이 끝난 후 삼트레디아의 감독직에서 사임했다.
바드리는 2019년 2월 FC 루스타비의 감독으로 임명되었으나 임기 도중 심장 수술을 받았고 4월 22일 루스타비를 떠났다. 그는 루스타비를 떠난 후 축구 지도자 경력을 마감했다.

## 통산 기록
구단
| 시즌    | 구단                   | 리그                | 출전 횟수 | 득점 개수 |
| ------- | ---------------------- | ------------------- | --------- | --------- |
| 1990    | FC 스쿠리 찰렌지하     | 피르벨리 리가       | 33        | 17        |
| 1991    | FC 스쿠리 찰렌지하     | 피르벨리 리가       | 14        | 5         |
| 1991-92 | FC 스쿠리 찰렌지하     | 피르벨리 리가       | 28        | 25        |
| 1992-93 | FC 디나모 트빌리시     | 우마글레시 리가     | 18        | 5         |
| 1993-94 | FC 카헤티 텔라비       | 우마글레시 리가     | 12        | 4         |
| 1994-95 | FC 메탈루르기 루스타비 | 우마글레시 리가     | 15        | 1         |
| 1995-96 | SSS 아카데미야         | 피르벨리 리가       | 10        | 5         |
| 1996-97 | FC 메라니 트빌리시     | 우마글레시 리가     | 28        | 11        |
| 1997-98 | FC 메라니 트빌리시     | 우마글레시 리가     | 6         | 1         |
| 1997-98 | 카파스 PFK             | 아제르바이잔 톱리그 | 22        | 20        |
| 1998-99 | 솀키르 FK              | 아제르바이잔 톱리그 | 31        | 14        |
| 1999-00 | 솀키르 FK              | 아제르바이잔 톱리그 | 21        | 16        |
| 2000-01 | 솀키르 FK              | 아제르바이잔 톱리그 | 15        | 7         |
| 2001-02 | 솀키르 FK              | 아제르바이잔 톱리그 | 21        | 7         |
| 2003-04 | 솀키르 FK              | 아제르바이잔 톱리그 | 11        | 5         |
| 2004-05 | 솀키르 FK              | 아제르바이잔 톱리그 | 11        | 2         |

## 개인사
민그렐인계 혈통을 가지고 있는 바드리 크바라츠헬리아는 조지아의 축구 선수 흐비차 크바라츠헬리아의 아버지이다.

## 수상 내역
FC 디나모 트빌리시
- 우마글레시 리가: 1992-93

 카파스 PFK
- 아제르바이잔 톱리그: 1997-98
- 아제르바이잔 컵: 1997-98

 솀키르 FK
- 아제르바이잔 톱리그: 1999-2000, 2000-01, 2001-02[주석 1]
- 아제르바이잔 컵 준우승: 1998-99, 2001-02, 2003-04

개인
- 아제르바이잔 톱리그 득점왕: 1999-2000

### 내용주
1. ↑  2001-02 시즌 도중 아제르바이잔 축구 연맹 협회와 구단들의 갈등으로 인해 리그가 중단되고 구단들이 아제르바이잔 축구 연맹 협회 관할에서 벗어나 그들끼리 후속 경기를 치르면서 아제르바이잔 축구 연맹 협회, 국제 축구 연맹, 유럽 축구 연맹은 2001-02 시즌 기록을 공식 기록으로 인정하지 않는다.

### 참조주
1. 1 2  “Meet Khvicha Kvaratskhelia: Who is Rubin’s dazzling tiny dancer?”. 《러시아 프리미어 리그》 (영어). 2020년 10월 24일. 2023년 10월 13일에 확인함.
2. ↑  “Azerbaijan 1997/98”. 《wildstat.com》 (영어).
3. ↑  “Shamkir 4-1 Skonto”. 《UEFA 챔피언스리그》 (영어). 2023년 10월 13일에 확인함.
4. ↑  “AZERBAIJAN VS. GEORGIA  0 - 0”. 《Soccerway》 (영어). 2023년 10월 13일에 확인함.
5. ↑  “Стандартный конец”. 《azerifootball.com》 (러시아어). 2010년 8월 25일. 2023년 10월 13일에 확인함.
6. ↑  “"გურიას“ ბადრი კვარაცხელია გაუძღვება”. 《guriismoambe.com》 (조지아어). 2023년 10월 13일에 확인함.[깨진 링크(과거 내용 찾기)]
7. ↑  “"მერანს" ბადრი კვარაცხელია გაწრთვნის”. 《fcmerani.ge》 (조지아어). 2015년 10월 6일. 2023년 10월 13일에 확인함.
8. ↑  “საფეხბურთო კლუბი "სამტრედია“ მთავარმა მწვრთნელმა დატოვა”. 《imedinews.ge》 (조지아어). 2018년 4월 11일. 2023년 10월 13일에 확인함.
9. ↑  “ბადრი კვარაცხელია "სამტრედიადან" წასვლაზე: ვფიქრობ, ეს პროცესები იყო მართული”. 《sportall.ge》 (조지아어). 2018년 7월 1일. 2023년 10월 13일에 확인함.
10. ↑  “Badri Kvaratskhelia”. 《footballdatabase.eu》 (영어). 2023년 10월 13일에 확인함.
11. ↑  “დავიწყებული ისტორია - ჩემპიონთა ლიგაზე კვარაცხელიას მამას ჰეთ-თრიქი აქვს შესრულებული (ვიდეო)”. 《1tv.ge》 (조지아어). 2020년 12월 12일. 2023년 10월 13일에 확인함.